# Reason to Believe
Reason to Believe ist ein Song des US-amerikanischen Singer-Songwriters Tim Hardin (1941–1980) aus dem Jahr 1966. Er beschreibt die Gedanken, Gefühle (Hoffnungen und Zweifel) eines Menschen in einer Beziehung.

## Allgemeines
Neben How Can We Hang On to a Dream (1966), If I Were a Carpenter (1967) und The Lady Came from Baltimore (1967) gehört Reason to Believe zu den bekanntesten Songs von Tim Hardin. Er sang es auch beim Woodstock-Festival (1969); sein Auftritt ist jedoch im Film nicht enthalten.

## Rezeption
Der Song wurde u. a. von Rod Stewart, Wilson Phillips, Cher, Lobo, Johnny Cash, Ian & Sylvia, Bobby Darin und Glen Campbell gecovert. Außerdem wurde er im Film Die WonderBoys (2000) verwendet.